# Бруно фон Изенберг
Бруно фон Изенберг (на немски: Bruno von Isenberg; † 20 декември 1258) от рода на графовете на Берг-Алтена от род Изенберг, е епископ на Оснабрюк от 1250 до 1258 г.

## Биография
Той е син на Арнолд фон Алтена († 1209), граф на Алтена, и съпругата му Мехтхилд († ок. 1223), дъщеря на граф Флоренц III от Холандия. Неговият чичо (2. град) е Енгелберт I фон Кьолн, архиепископ на Кьолн. Брат е на Дитрих III фон Изенберг, епископ на Мюнстер, на Енгелберт I фон Изенберг, епископ на Оснабрюк, и на граф Фридрих фон Изенберг, убиецът на архиепископ Енгелберт I от Кьолн († 7 ноември 1225).
След смъртта на брат му Енгелберт фон Изенберг, домкапителът на Оснабрюк го избира за негов наследник. Бруно фон Изенберг е пленен през 1256 г. по време на конфликт на Херман фон Холте. Освободен е през 1257 г. През май същата година той участва на коронизацията на крал Ричард Корнуол.